# 11675 Біллбойл
11675 Біллбойл (11675 Billboyle) — астероїд головного поясу, відкритий 15 лютого 1998 року.
Тіссеранів параметр щодо Юпітера — 3,571.